# Molino de agua en Gennep
Molino de agua en Gennep es el tema y el título de tres óleos y una acuarela creados en 1884 por Vincent van Gogh, del que una de sus versiones se encuentra en depósito en el Museo Thyssen-Bornemisza de Madrid (España).

## Historia
El molino de agua en Gennep está situado en Gennep, hoy un barrio de Eindhoven (Provincia de Brabante Septentrional, que no debe confundirse con la ciudad de Gennep en la Provincia de Limburgo, en los Países Bajos).
Van Gogh pintó el Molino de agua en Gennep (F125) en noviembre de 1884. Le escribió a su hermano, Theo van Gogh: "Ayer traje a casa ese estudio del molino de agua en Gennep, que pinté con gusto, y que me ha conseguido un nuevo amigo en Eindhoven [Anton Kerssemakers], que quiere aprender a pintar con pasión, y a quien hice una visita, después de lo cual nos pusimos a trabajar de inmediato". Van Gogh también hizo una acuarela del Molino de agua en Gennep (F1144a) a mediados de noviembre de 1884.
Una de las versiones de esta obra pertenece a la Colección Carmen Thyssen-Bornemisza y está en depósito en el Museo Thyssen-Bornemisza de Madrid.

## Versiones

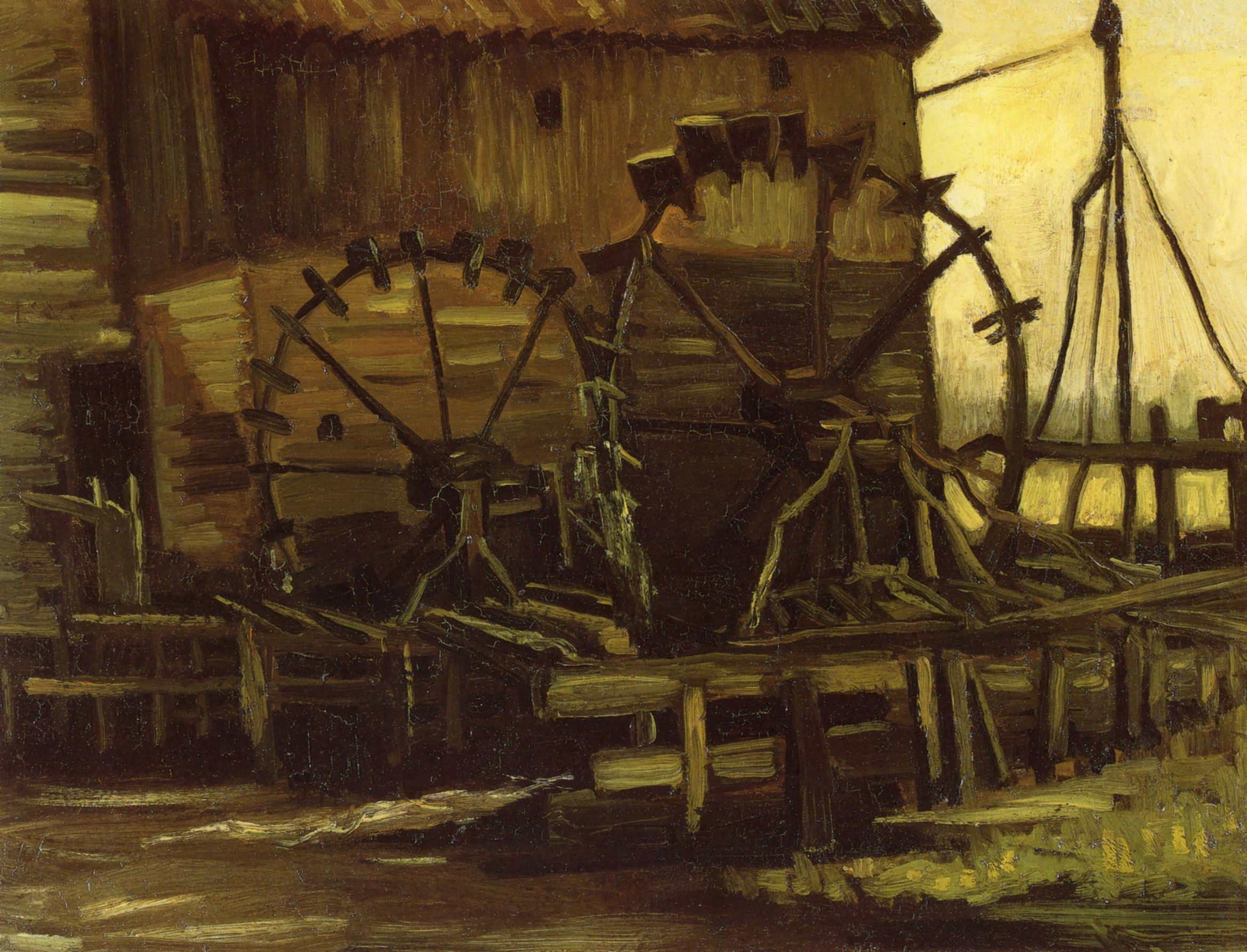
Molino de agua en Gennep, 1884, Museo Noordbrabants, 's-Hertogenbosch, Países Bajos - cedido por la Oficina de Bellas Artes de los Países Bajos (F46)
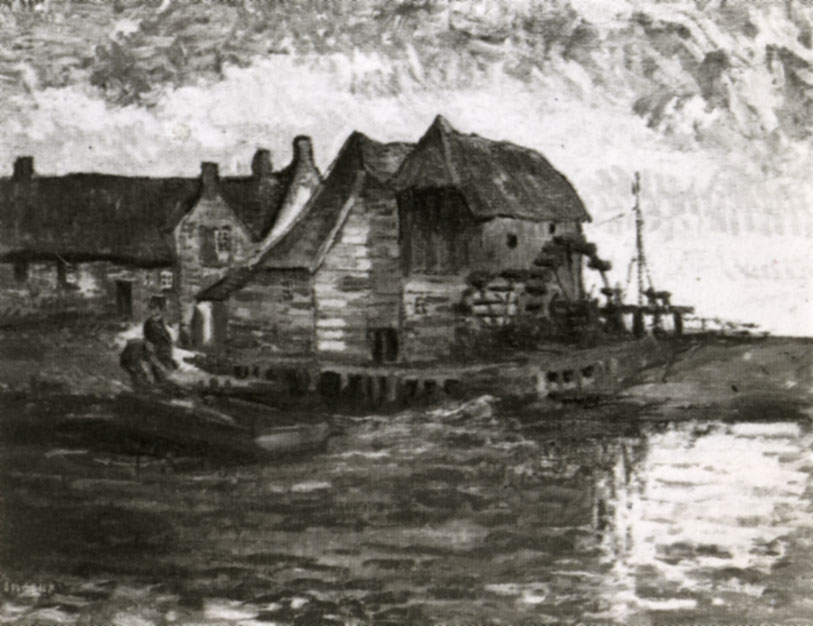
Molino de agua de Gennep, 1884, colección privada (F47) - reproducción en blanco y negro
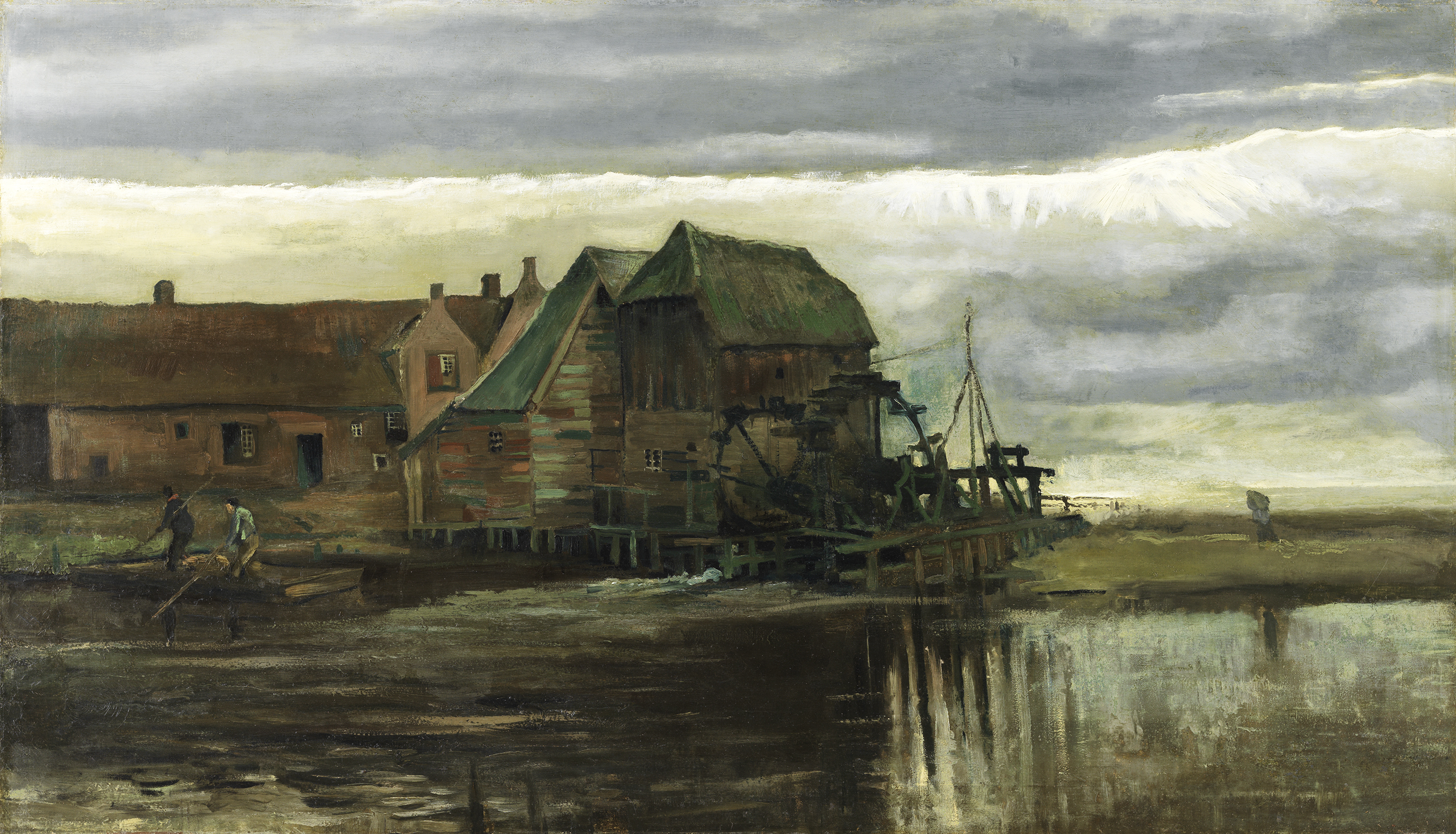
Molino de agua de Gennep, 1884, Museo Thyssen-Bornemisza, Madrid, España (F125)
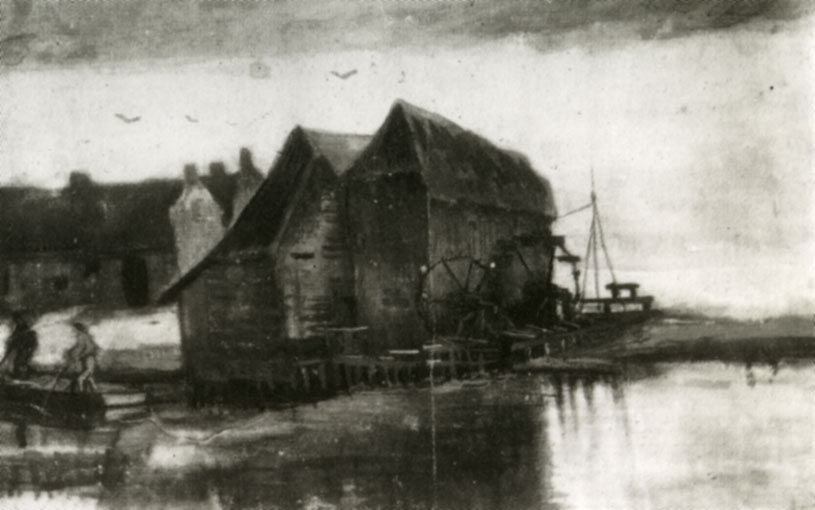
Molino de agua en Gennep, 1884, (F1144a)